# Disacharydy

Sacharoza – przykład disacharydu

Disacharydy, dwucukry, bisacharydy są węglowodanami utworzonymi, gdy dwa monosacharydy ulegają reakcji kondensacji, która pociąga z sobą eliminację z grup funkcyjnych małej cząsteczki, najczęściej wody. Tak jak cukry proste, disacharydy rozpuszczają się w wodzie, mają słodki smak i również są nazywane cukrami.
Disacharydy należą do jednej z czterech kategorii węglowodanów (monosacharydy, disacharydy, oligosacharydy, polisacharydy).

## Klasyfikacja
Istnieją dwa różne typy disacharydów: disacharydy redukujące, w których jeden monosacharyd, cukier redukujący, wciąż posiada wolną jednostkę hemiacetalową; oraz disacharydy nieredukujące, w których składniki łączą się poprzez wiązania acetalowe pomiędzy ich centrami anomerowymi oraz żaden z monosacharydów nie posiada wolnej jednostki hemiacetalowej. Przykładem disacharydów redukujących jest celobioza i maltoza, natomiast do disacharydów nieredukujących należą sacharoza i trehaloza.

## Powstawanie
Disacharydy są tworzone w wyniku połączenia się dwóch monosacharydów (jednakowych lub różnych cząsteczek) z jednoczesnym usunięciem z powstającego disacharydu cząsteczki wody oraz powstaniem wiązania glikozydowego. Na przykład; laktoza (cukier mleczny) powstaje z glukozy i galaktozy, podczas gdy cukier z trzciny cukrowej i buraków cukrowych – sacharoza – powstaje z glukozy i fruktozy.

## Właściwości
Wiązanie glikozydowe może powstać pomiędzy którąkolwiek z grup hydroksylowych składowego monosacharydu; ponadto różna może być konfiguracja w pozycji anomerycznej (α lub β). Stąd też, nawet jeśli oba tworzące disacharyd cukry proste (np. glukoza) są takie same, to mogą pojawić się różne kombinacje wiązań, co prowadzi do różnych właściwości chemicznych i fizycznych takich izomerów.

## Powszechne disacharydy
| Disacharyd                 | Monosacharyd 1 | Monosacharyd 2 | Wiązanie |
| Sacharoza (cukier stołowy) | glukoza        | fruktoza       | α(1→2)ß  |
| Laktuloza                  | galaktoza      | fruktoza       | ß(1→4)   |
| Laktoza (cukier mleczny)   | galaktoza      | glukoza        | ß(1→4)   |
| Maltoza                    | glukoza        | glukoza        | α(1→4)   |
| Trehaloza                  | glukoza        | glukoza        | α(1→1)α  |
| Celobioza                  | glukoza        | glukoza        | ß(1→4)   |

Do rzadziej występujących disacharydów należą:
| Disacharyd    | Jednostki                           | Wiązanie                                  |
| Kojibioza     | dwa monomery glukozy                | α(1→2)                                    |
| Nigeroza      | dwa monomery glukozy                | α(1→3)                                    |
| Izomaltoza    | dwa monomery glukozy                | α(1→6)                                    |
| β,β-Trehaloza | dwa monomery glukozy                | β(1→1)β                                   |
| α,β-Trehaloza | dwa monomery glukozy                | α(1→1)β                                   |
| Soforoza      | dwa monomery glukozy                | β(1→2)                                    |
| Laminaribioza | dwa monomery glukozy                | β(1→3)                                    |
| Gencjobioza   | dwa monomery glukozy                | β(1→6)                                    |
| Turanoza      | monomer glukozy i monomer fruktozy  | α(1→3)                                    |
| Palatynoza    | monomer glukozy i monomer fruktozy  | α(1→6)                                    |
| Mannobioza    | dwa monomery mannozy                | każdy z α(1→2), α(1→3), α(1→4) lub α(1→6) |
| Melibioza     | monomer galaktozy i monomer glukozy | α(1→6)                                    |
| Rutynoza      | monomer ramnozy i monomer glukozy   | α(1→6)                                    |
| Ksylobioza    | dwa monomery ksylopiranozy          | β(1→4)                                    |

## Rozpad enzymatyczny
Występujące w pożywieniu dwucukry nie mogą bezpośrednio ulec glikolizie i wymagany jest ich wcześniejszy rozpad do cukrów prostych. Odpowiednie enzymy z grupy glukozydaz nazywane są disacharydazami, Znajdują się one w mikrokosmkach jelita cienkiego ludzi i ssaków. Przykładem takich hydrolaz jest maltaza, laktaza, inwertaza, β-galaktozydaza i trehalaza.